# Micrasterias laticeps
Micrasterias laticeps là một loài Song tinh tảo trong họ Desmidiaceae, thuộc chi Micrasterias.